# 에바 버시슬
에바 버시슬(Eva Birthistle, 1974년 1월 1일 ~ )은 아일랜드의 배우이다. 《다정한 입맞춤》(2004)으로 2004년 제25회 런던 영화 비평가 협회상 영국여우주연상을 수상했다.

## 출연 작품

### 영화
- 미국인 (1998, The American)
- 소금물 (2000, Saltwater)
- 다정한 입맞춤 (2004)
- 플루토에서 아침을 (2005)
- 이매진 미 앤 유 (2005)
- 야경 (2007, Nightwatching)
- 공포의 스튜디오 (2008, Reverb)
- 칠드런 (2008)
- 웨이크 우드 (2011)
- 데이 오브 플라워 (2011, Day of the Flowers)
- 인생은 미풍 (2013, Life's a Breeze)
- 브루클린 (2016)
- 유혹의 계절 (2017) - 다니엘 역